# Paulo Victor Mileo Vidotti
Paulo Victor Mileo Vidotti, mais conhecido como Paulo Victor (Assis, 12 de janeiro de 1987), é um futebolista brasileiro que atua como goleiro. Atualmente defende o Alanyaspor.
É filho de Vidotti, ex-atacante conhecido pela sua passagem no Flamengo.

## Carreira

### Assisense
O jovem goleiro começou a carreira em Assis, na escola de futebol do Peraltinha, na época dirigida pelo técnico Roberto Carlos Amoriélli, o “Mé”. Já no profissional, em 2004, defendeu as cores do Assisense no Campeonato Paulista da Segunda Divisão naquele ano a equipe só não subiu para Série A3 por dois gols.

### Flamengo
Russo, como é conhecido na Gávea, chegou ao Flamengo em 2004, aos 17 anos.
Logo na sua segunda temporada no clube, conquistou seu primeiro título com a camisa rubro-negra, o Campeonato Carioca de Juniores. Esteve no banco de reservas durante toda a disputa da Copa Record, onde conquistou seu segundo título. Também foi campeão da Copa Cultura de Juniores.
Em 2006, foi bicampeão do Carioca de Juniores. Estreou no time principal do Flamengo em 27 de setembro, no amistoso contra o Volta Redonda. Naquela ocasião, Paulo Victor que entrou no lugar de Marcelo Lomba, fazendo com que o então técnico rubro-negro Ney Franco o promovesse ao time profissional para treinar com Bruno, Diego e Marcelo Lomba.
Mesmo figurando como quarto goleiro da equipe principal em 2007, ainda voltou a disputar a Copa São Paulo de Futebol Júnior. Se consagrou tricampeão do Campeonato Carioca de Juniores. Foi campeão do Torneio Octávio Pinto Guimarães.

### America
No dia 1 de fevereiro de 2008, foi emprestado por três meses ao America que vivia situação delicada no Campeonato Carioca de 2008. Pelo Mecão, atuou em 13 partidas.

### Retorno ao Flamengo
Retornou ao Flamengo logo após o fim do empréstimo.
Mesmo sem ter atuado em nenhuma partida, apenas ter ficado no banco de reservas em uma partida, na vitória de 2–1 contra o Grêmio, foi campeão brasileiro pelo clube em 2009.
Sua busca por um espaço na equipe rubro-negra se tornou mais fácil em 2010 quando Diego e depois Bruno se desligaram do Flamengo, fato que acabou levando-o de quarto para segundo goleiro.
Na temporada de 2011, disputou algumas partidas pelo time Sub-23 durante o Campeonato Brasileiro Sub-23, e defendeu o clube em uma partida oficial do Campeonato Brasileiro no empate sem gols contra o Santos, válido pela última rodada do campeonato. Renovou em 2011 o seu contrato até o fim de 2015. Admirado pelo treinador Vanderlei Luxemburgo, se tornou o reserva imediato do goleiro Felipe, ganhando assim a vaga deixada por Marcelo Lomba que à época houvera sido emprestado ao Bahia, que segundo Luxemburgo precisava adquirir mais experiência.
Em 2012, o técnico Joel Santana resolveu promovê-lo à titular da equipe, devido as grandes atuações do goleiro no período em que o até então titular, Felipe, esteve com dengue. Renovou com o rubro-negro até 2016. Após 13 partidas do Campeonato Brasileiro de 2012 de titular com Joel Santana, voltou a ser reserva da equipe com a chegada de Dorival Júnior, o novo treinador chegou a citar que naquele momento o time precisava de mais experiência e isso teria com Felipe. Voltou ao time titular contra o Atlético Mineiro. Atuou em mais cinco partidas do campeonato.
Voltou a ser titular na última rodada da Taça Rio de 2013. Com a lesão de Felipe, teve a oportunidade de defender a meta rubro-negra em 13 pelo Campeonato Brasileiro de 2013 e 2 pela Copa do Brasil de 2013. Com a recuperação de Felipe, Paulo Victor retornou a condição de segundo goleiro. Terminou 2013 como campeão da Copa do Brasil e com 16 partidas disputadas.
Em 2014, voltou a equipe titular do Flamengo quando o técnico Vanderlei Luxemburgo assumiu a equipe. Na partida contra o Vitória, válida pela 18ª rodada do Brasileirão, ele garantiu a vitória do time carioca ao fazer pelo menos 2 grandes defesas - uma delas numa cobrança de pênalti batida pelo lateral Juan - e entrou para a Seleção da Rodada feita pelo site GloboEsporte.com. Além disso, ele foi eleito o goleiro da rodada, em enquete feita pelo programa É Gol, e ficou em 2º lugar na disputa do Prêmio O Cara da 18ª Rodada, feita pelo jornal Lance!. Até aquele momento, ele estava na 5a posição do Troféu Armando Nogueira, entre os goleiros, com média de 6,55.
No dia 3 de setembro de 2014, Paulo Victor foi o herói do Flamengo defendendo dois pênaltis na disputa por pênaltis contra o Coritiba na Copa do Brasil, o Rubro-Negro venceu por 3–2 e se classificou para as quartas de final.
Paulo Victor se destacou na partida contra o São Paulo no Morumbi, que terminou em 2x2, defendendo um pênalti cobrado por Rogério Ceni.
Em 31 de janeiro de 2015, ao sair para socar a bola, PV se machucou gravemente na cabeça e com corte muito profundo teve que ser substituído. Mas como o Flamengo já tinha feito as 3 substituições, Alecsandro foi para o gol jogar os 20 minutos restantes da partida que ficou marcado pela agressão de alguns torcedores ao goleiro Ricardo Berna do Macaé, ex-Fluminense. O jogo em si terminou 1–1, com gols de Alecsandro e Pipico.
No dia 25 de fevereiro de 2015, no jogo de ida válido pela primeira fase da Copa do Brasil de 2015, contra o Brasil de Pelotas, Paulo Victor completou 100 jogos com a camisa do Flamengo. O jogo terminou com a vitória do Flamengo por 2–1,e no jogo de volta o Fla ganhou por 2–0 e garantiu classificação.
PV assim como todo o elenco do Flamengo deixou a desejar no inicio do Brasileirão, sendo Paulo Victor o primeiro goleiro do campeonato a sofrer 10 gols, o que aconteceu em 5 jogos.

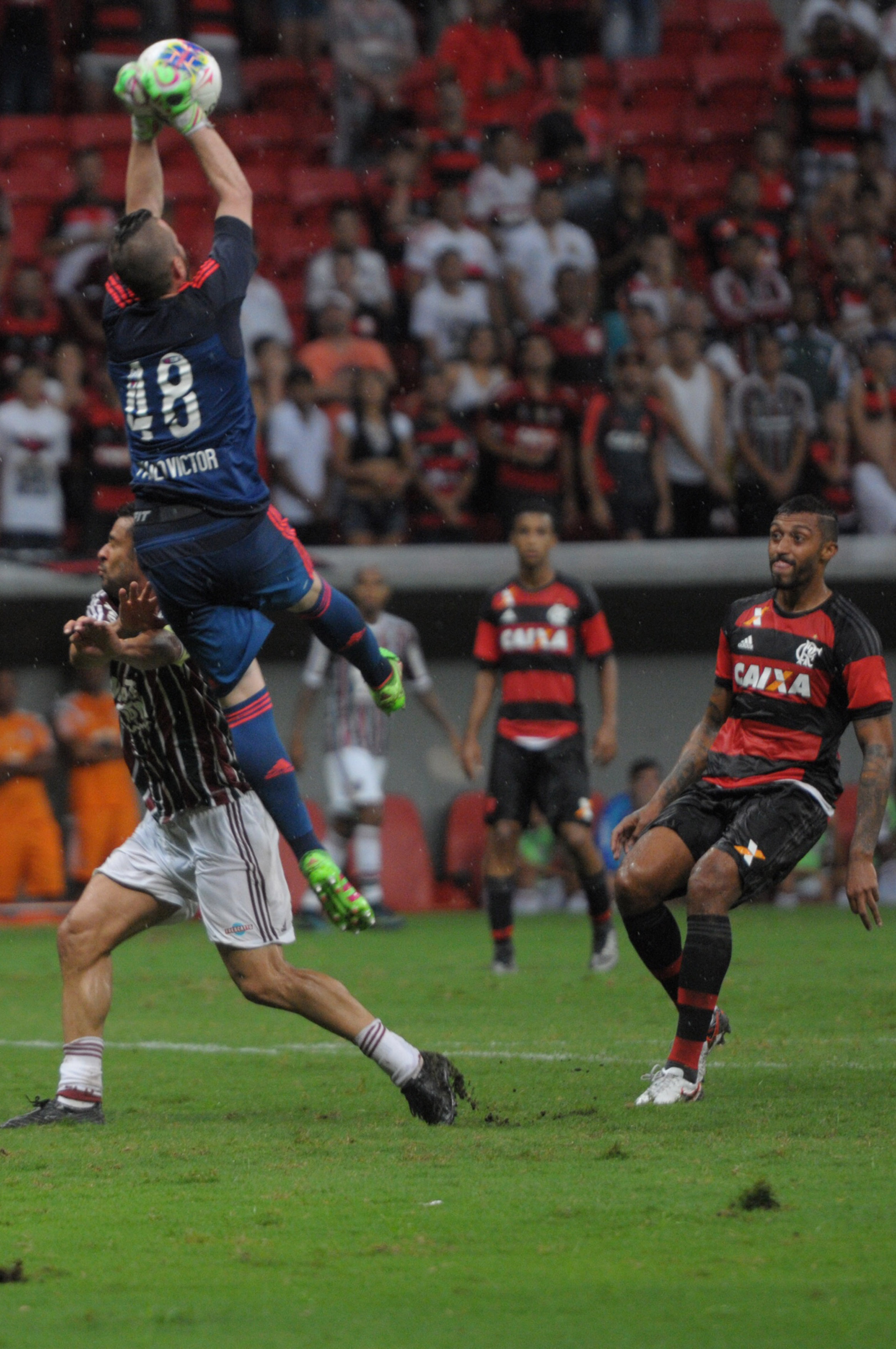
Paulo Victor defendendo uma bola em partida válida pelo Campeonato Carioca de Futebol de 2016.

Se machucou no treino da tarde de 16 de junho de 2015, no Ninho do Urubu, em lance com Thallyson. O goleiro saiu de carrinho para defender um chute do lateral, mas ficou com a perna presa no gramado e levou uma forte bolada no tornozelo direito. Chegou a gritar de dor no momento. A atividade foi interrompida, ele foi atendido pelo médico Márcio Tannure e deixou o campo carregado pelos roupeiros do clube, sendo em seguida transportado até o vestiário numa espécie de carrinho de mão. Caminhando com auxílio de muletas, o camisa 48 se dirigiu a uma clínica para fazer raio-X, e lá foi constatada uma pequena fratura na fíbula da perna direita.
Por conta desta lesão, ele ficou afastado da equipe por quase 45 dias. PV voltou a atuar pela equipe no dia 2 de agosto de 2015 contra o Santos, mas teve de retornar ao departamento médico e ficou fora por mais 20 dias (o clube informou que ele estava com um edema ósseo no tornozelo direito). O médico José Luis Runco afirmou que o goleiro estava clinicamente apto a retornar ao time naquela partida, mas criticou sua condição técnica (PV cometeu falhas nos dois gols que o Santos fez). O goleiro admitiu que jogou esta partida ainda com dores.
Assim, voltou a atuar novamente no dia 26 de agosto, na partida contra o Vasco, válida pela Copa do Brasil. 4 dias depois (30 de agosto), na partida contra o Sport, válida pela 21ª rodada do Brasileirão, fez uma linda defesa, após um chute de fora da área do jogador Wendel. Esta defesa foi eleita a defesa da rodada, em enquete do programa "É Gol!!!", do SporTV. Mais do que isso, esta defesa também lhe rendeu o "prêmio" de "defesa mais bonita do mês de agosto", em enquete do programa "É Gol!!!", do SporTV.
Em 2 de setembro, na partida em que o Fla venceu o Avaí por 3x0 na Arena das Dunas, em Natal (válida pela 22ª rodada do Brasileirão 2015), ele foi um dos destaques da rodada por fazer o maior número de defesas difíceis na rodada (empatado com o Victor, do Atlético-MG), com 4 defesas.
Até setembro de 2015, em um levantamento com dados feitos pela agência WSC Consultoria Esportiva, com 0,91 gols tomados por partida (130 jogos, e 119 gols sofridos), tem a menor média de gols sofridos no Rubro-Negro, desde 1997. Numa pesquisa mais detalhada, da qual participam todos os goleiros da história do Flamengo com pelo menos 50 jogos pelo clube, PV ocupa a quinta posição.

### Gaziantepspor
Em 24 de janeiro de 2017, viajou para a Turquia para se apresentar ao seu novo clube, o Gaziantepspor. O empréstimo, por um ano e seis meses, tem opção de compra do atleta ao final do contrato. O clube rubro-negro não terá compensação financeira pelo jogador, apenas os salários serão pagos pelo clube turco.
Na estreia, em 29 de janeiro de 2017, sua equipe foi goleado por 4–0 pelo Trabzonspor, fora de casa.
Emprestado ao clube por um ano e meio e sem receber salários no time turco, ele retorna ao Brasil rumo ao Flamengo.

### Grêmio
Em 7 de julho de 2017 se transferiu para o Grêmio, onde teria a oportunidade de disputar a Copa Bridgestone Libertadores de 2017.
Em sua estreia contra o Atlético Mineiro no dia 6 de agosto pelo Campeonato Brasileiro, além de algumas defesas excepcionais, defendeu um pênalti do atacante Robinho garantindo a vitória pelo placar de dois a zero do Grêmio.
Em 2019 assumiu a titularidade no Grêmio e consagrou-se como herói do título do Campeonato Gaúcho de 2019 ao defender três pênaltis do maior rival, o Internacional, após o jogo ter terminado empatado.
Em 2020 perdeu a vaga de titular para Vanderlei.
Em agosto de 2021, o atleta acertou sua rescisão contratual com o Grêmio, depois de 109 partidas disputadas pelo clube.

### Marítimo
Após rescindir com o Grêmio, Paulo Victor é anunciado como reforço do Marítimo, de Portugal, assinando contrato com um vínculo de dois anos com o clube português.

### Al-Ettifaq
Em julho de 2022 foi contratado pelo Al-Ettifaq, da Arábia Saudita. Ele estava no Marítimo desde agosto de 2021, onde foi titular em boa parte do Campeonato Português. Assinou um vínculo de uma temporada com o clube de Dammam.
Em duas temporadas pelo clube saudita, o goleiro disputou 67 jogos pelo, saindo sem sofrer gols em 23 oportunidades e realizando 186 defesas totais. Na temporada 2023/24, o clube saudita teve a segunda melhor defesa da Saudi Pro League, resultado da solidez defensiva liderada pelo goleiro brasileiro.

### Al-Rayyan
Em setembro de 2024, após rescindir com o Al-Ettifaq e ficar livre no mercado, o Al-Rayyan, do Catar, anunciou a contratação do goleiro Paulo Victor. Ele assinou contrato até o final da temporada com a equipe catari.

### Alanyaspor
Em junho de 2025, assinou com o Alanyaspor, retornando ao futebol turco.

## Estatísticas
Até 6 de dezembro de 2020.

### Clubes
| Clube             | Temporada         | Campeonato nacional | Campeonato nacional | Campeonato nacional | Copa nacional[a] | Copa nacional[a] | Copa nacional[a] | Competições continentais[b] | Competições continentais[b] | Competições continentais[b] | Outros torneios[c] | Outros torneios[c] | Outros torneios[c] | Total | Total | Total   |
| Clube             | Temporada         | Jogos               | Gols                | Assist.             | Jogos            | Gols             | Assist.          | Jogos                       | Gols                        | Assist.                     | Jogos              | Gols               | Assist.            | Jogos | Gols  | Assist. |
| ----------------- | ----------------- | ------------------- | ------------------- | ------------------- | ---------------- | ---------------- | ---------------- | --------------------------- | --------------------------- | --------------------------- | ------------------ | ------------------ | ------------------ | ----- | ----- | ------- |
| Assisense         | 2004              | —                   | —                   | —                   | —                | —                | —                | —                           | —                           | —                           | 0                  | 0                  | 0                  | 0     | 0     | 0       |
| Assisense         | Total             | 0                   | 0                   | 0                   | 0                | 0                | 0                | 0                           | 0                           | 0                           | 0                  | 0                  | 0                  | 0     | 0     | 0       |
| Flamengo          | 2005              | —                   | —                   | —                   | —                | —                | —                | —                           | —                           | —                           | 0                  | 0                  | 0                  | 0     | 0     | 0       |
| Flamengo          | 2006              | —                   | —                   | —                   | —                | —                | —                | —                           | —                           | —                           | 1                  | 0                  | 0                  | 1     | 0     | 0       |
| Flamengo          | 2007              | —                   | —                   | —                   | —                | —                | —                | —                           | —                           | —                           | —                  | —                  | —                  | 0     | 0     | 0       |
| Flamengo          | Total             | 0                   | 0                   | 0                   | 0                | 0                | 0                | 0                           | 0                           | 0                           | 1                  | 0                  | 0                  | 1     | 0     | 0       |
| America           | 2008              | —                   | —                   | —                   | —                | —                | —                | —                           | —                           | —                           | 8                  | 0                  | 0                  | 8     | 0     | 0       |
| America           | Total             | 0                   | 0                   | 0                   | 0                | 0                | 0                | 0                           | 0                           | 0                           | 8                  | 0                  | 0                  | 8     | 0     | 0       |
| Flamengo          | 2008              | —                   | —                   | —                   | —                | —                | —                | —                           | —                           | —                           | —                  | —                  | —                  | 0     | 0     | 0       |
| Flamengo          | 2009              | 0                   | 0                   | 0                   | —                | —                | —                | —                           | —                           | —                           | —                  | —                  | —                  | 0     | 0     | 0       |
| Flamengo          | 2010              | 1                   | 0                   | 0                   | —                | —                | —                | 0                           | 0                           | 0                           | 1                  | 0                  | 0                  | 2     | 0     | 0       |
| Flamengo          | 2011              | 3                   | 0                   | 0                   | 0                | 0                | 0                | 1                           | 0                           | 0                           | 2                  | 0                  | 0                  | 6     | 0     | 0       |
| Flamengo          | 2012              | 19                  | 0                   | 0                   | —                | —                | —                | 2                           | 0                           | 0                           | 8                  | 0                  | 0                  | 29    | 0     | 0       |
| Flamengo          | 2013              | 13                  | 0                   | 0                   | 2                | 0                | 0                | —                           | —                           | —                           | 1                  | 0                  | 0                  | 16    | 0     | 0       |
| Flamengo          | 2014              | 29                  | 0                   | 0                   | 6                | 0                | 0                | 0                           | 0                           | 0                           | 3                  | 0                  | 0                  | 38    | 0     | 0       |
| Flamengo          | 2015              | 24                  | 0                   | 0                   | 5                | 0                | 0                | —                           | —                           | —                           | 22                 | 0                  | 0                  | 51    | 0     | 0       |
| Flamengo          | 2016              | 5                   | 0                   | 0                   | 4                | 0                | 0                | 1                           | 0                           | 0                           | 20                 | 0                  | 0                  | 30    | 0     | 0       |
| Flamengo          | Total             | 94                  | 0                   | 0                   | 17               | 0                | 0                | 4                           | 0                           | 0                           | 57                 | 0                  | 0                  | 172   | 0     | 0       |
| Gaziantepspor     | 2017              | 14                  | 0                   | 0                   | 0                | 0                | 0                | 0                           | 0                           | 0                           | 0                  | 0                  | 0                  | 14    | 0     | 0       |
| Gaziantepspor     | Total             | 14                  | 0                   | 0                   | 0                | 0                | 0                | 0                           | 0                           | 0                           | 0                  | 0                  | 0                  | 14    | 0     | 0       |
| Grêmio            | 2017              | 10                  | 0                   | 0                   | 0                | 0                | 0                | 0                           | 0                           | 0                           | 0                  | 0                  | 0                  | 10    | 0     | 0       |
| Grêmio            | 2018              | 20                  | 0                   | 0                   | 1                | 0                | 0                | 0                           | 0                           | 0                           | 3                  | 0                  | 0                  | 24    | 0     | 0       |
| Grêmio            | 2019              | 28                  | 0                   | 0                   | 6                | 0                | 0                | 11                          | 0                           | 0                           | 11                 | 0                  | 0                  | 56    | 0     | 0       |
| Grêmio            | 2020              | 6                   | 0                   | 1                   | 0                | 0                | 0                | 0                           | 0                           | 0                           | 2                  | 0                  | 0                  | 8     | 0     | 1       |
| Grêmio            | Total             | 64                  | 0                   | 1                   | 7                | 0                | 0                | 11                          | 0                           | 0                           | 16                 | 0                  | 0                  | 98    | 0     | 1       |
| Total na carreira | Total na carreira | 172                 | 0                   | 1                   | 24               | 0                | 0                | 15                          | 0                           | 0                           | 82                 | 0                  | 0                  | 293   | 0     | 1       |

- a. ^ Jogos da Copa do Brasil
- b. ^ Jogos da Copa Libertadores e Copa Sul-Americana
- c. ^ Jogos do Campeonato Paulista - Série A3, Copa Record, Partida amistosa, Campeonato Carioca, Granada Cup, Super Series, Troféu Asa Branca e Primeira Liga do Brasil

### Pênaltis defendidos

#### Flamengo
Até 29 de março de 2015, ele tinha o mesmo número de intervenções bem sucedidas e gols sofridos em penalidades máximas, com nove. Em números absolutos, porém, o saldo é ainda mais positivo, já que três chutes pararam na trave. Ou seja, de 21 penalidades cobradas, apenas nove entraram.
|          | Data                   | Local                                  | Resultado | Adversário   | Cobrador        | Competição                    | Notas                                                              | Ref.          |
| -------- | ---------------------- | -------------------------------------- | --------- | ------------ | --------------- | ----------------------------- | ------------------------------------------------------------------ | ------------- |
| Flamengo |                        |                                        |           |              |                 |                               |                                                                    |               |
| 1.       | 25 de março de 2010    | Mané Garrincha, Brasília, Brasil       | 3–0       | Brasília     | Felipe          | Amistoso                      |                                                                    | [ 37 ]        |
| 2.       | 17 de novembro de 2011 | Nilton Santos, Rio de Janeiro, Brasil  | 0–0       | Figueirense  | Aloísio         | Campeonato Brasileiro de 2011 |                                                                    | [ 37 ]        |
| 3.       | 18 de julho de 2012    | Nilton Santos, Rio de Janeiro, Brasil  | 0–3       | Corinthians  | Emerson Sheik   | Campeonato Brasileiro de 2012 |                                                                    | [ 37 ]        |
| 4.       | 1 de dezembro de 2013  | Barradão, Salvador, Brasil             | 2–4       | Vitória      | Dinei           | Campeonato Brasileiro de 2013 |                                                                    | [ 37 ] [ 39 ] |
| 5.       | 31 de agosto de 2014   | Barradão, Salvador, Brasil             | 2–1       | Vitória      | Juan            | Campeonato Brasileiro de 2014 |                                                                    | [ 37 ] [ 40 ] |
| 6.       | 3 setembro de 2014     | Maracanã, Rio de Janeiro, Brasil       | 3–0 (3–2) | Coritiba     | Hélder          | Copa do Brasil de 2014        | Pênaltis defendidos na Disputa de pênaltis                         | [ 37 ] [ 41 ] |
| 7.       | 3 de setembro 2014     | Maracanã, Rio de Janeiro, Brasil       | 3–0 (3–2) | Coritiba     | Zé Love         | Copa do Brasil de 2014        | Pênaltis defendidos na Disputa de pênaltis                         | [ 37 ] [ 41 ] |
| 8.       | 24 de setembro de 2014 | Morumbi, São Paulo, Brasil             | 2–2       | São Paulo    | Rogério Ceni    | Campeonato Brasileiro de 2014 |                                                                    | [ 37 ] [ 42 ] |
| 9.       | 29 de março de 2015    | Maracanã, Rio de Janeiro, Brasil       | 2–0       | Bonsucesso   | Fernando        | Campeonato Carioca de 2015    |                                                                    | [ 37 ]        |
| 10.      | 12 de novembro de 2015 | Maracanã, Rio de Janeiro, Brasil       | 1–0       | Orlando City | Bryan Róchez    | Amistoso                      |                                                                    | [ 43 ] [ 44 ] |
| 11.      | 02 de Abril de 2016    | Mário Helênio, Juiz de Fora-MG, Brasil | 2–2       | Botafogo     | Rodrigo Lindoso | Cariocão 2016                 | Apesar de ter defendido o penalti, no rebote, o time sofreu o gol. | [ 45 ] [ 46 ] |

## Títulos
Flamengo
- Campeonato Brasileiro: 2009
- Copa do Brasil: 2013
- Campeonato Carioca: 2007, 2009, 2011, 2014, 2017
- Taça Guanabara: 2007, 2011, 2014
- Taça Rio: 2009, 2011
- Taça Rádio Globo 70 Anos: 2014
- Torneio Super Clássicos: 2013, 2014, 2015
- Torneio Super Series: 2015
- Troféu 125 anos de Uberlândia: 2013
- Troféu Carlos Alberto Torres: 2017

Grêmio
- Copa Libertadores da América: 2017
- Recopa Sul-Americana: 2018
- Campeonato Gaúcho: 2018, 2019, 2020, 2021
- Recopa Gaúcha: 2019, 2021
- Taça Francisco Novelletto: 2020

### Prêmios individuais
- Seleção do Campeonato Gaúcho: 2019